# Dunaalmás

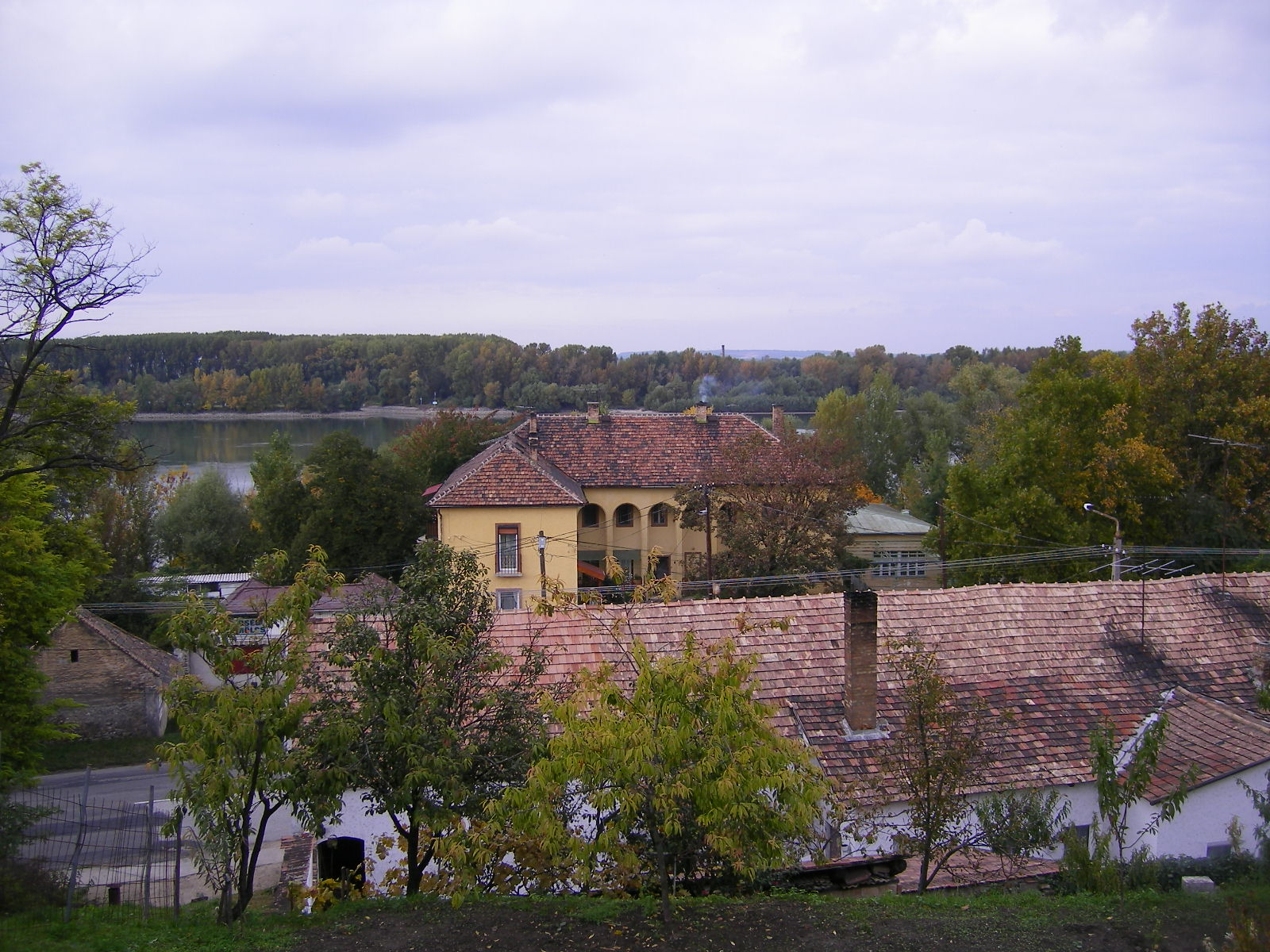

Dunaalmás är en mindre stad i provinsen Komárom-Esztergom i Ungern. År 2019 hade Dunaalmás totalt 1 648 invånare.